# Station Appelterre
Station Appelterre is een spoorwegstation langs spoorlijn 90 (Jurbeke - Aat - Denderleeuw) in Appelterre, een dorp in Appelterre-Eichem een deelgemeente van de Belgische stad Ninove. De stopplaats is een kilometer verwijderd van het station Zandbergen en anderhalve kilometer van de stopplaats Eichem.
Appelterre beschikt over een stationsgebouw van het Type 1893 L6 waar echter sinds 2005 geen loketten meer in te vinden zijn. Het gebouw staat sindsdien leeg. De ramen zijn wegens aanhoudend vandalisme verwijderd en vervangen door houten panelen. De rechtergevel van het centrale gedeelte is bekleed met weinig esthetische 'blinde gevelplaten'.
Het station bestaat uit twee grotendeels onverharde perrons. Om de reizigers schuilmogelijkheden te geven zijn er een aantal schuilhokjes verspreid over beide perrons te vinden. Er zijn drie verschillende types, alle verouderd tot zwaar verouderd. Ook zijn de aanwezige gesloten, betonnen types onderhevig aan allerhande vandalisme zoals graffiti.
In 2006 werd de stationsomgeving onder handen genomen. Appelterre beschikt nu over een ruimte pendelaarsparking en een fietsenstalling van het standaardtype 'Forever'. De parking bevindt zich achter het stationsgebouw, het fietsenrek net naast de overweg op een pleintje. Om de sporen over te steken is geen speciale infrastructuur voorzien en dient dus de overweg te worden gebruikt.
In 2010 werd het stationsgebouw te koop gezet. Ook in 2010 is het hele perron onder handen genomen. Zo zijn de perrons verhoogd en vernieuwd en zijn er nieuwe wachthuisjes geplaatst.

## Treindienst
| Serie       | Treinsoort          | Route                                                         | Bijzonderheden                                                        |
| ----------- | ------------------- | ------------------------------------------------------------- | --------------------------------------------------------------------- |
| S 6         | GEN (NMBS)          | Zottegem – Denderleeuw – Appelterre – Geraardsbergen          | Rijdt alleen op werkdagen. Tijdens de spits een rit vanaf Oudenaarde. |
| P 7970/8970 | Piekuurtrein (NMBS) | Geraardsbergen – Appelterre – Denderleeuw – Gent-Sint-Pieters | Rijdt alleen op werkdagen.                                            |

## Galerij

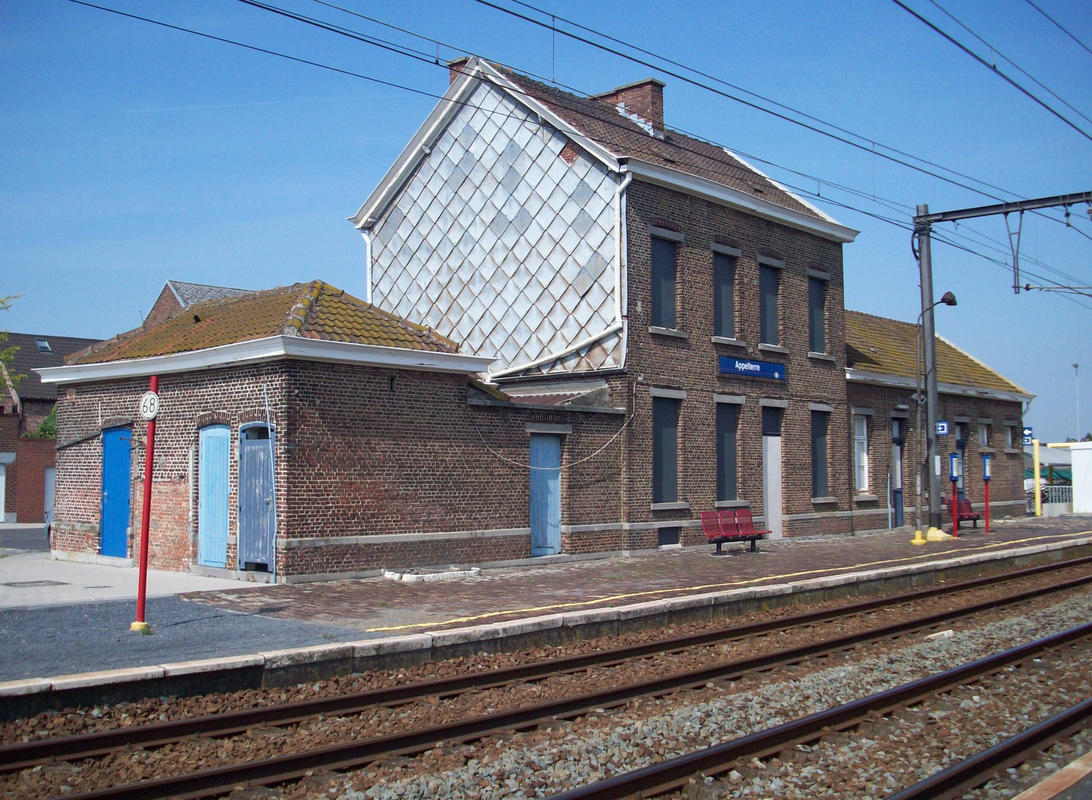
Het station in 2009
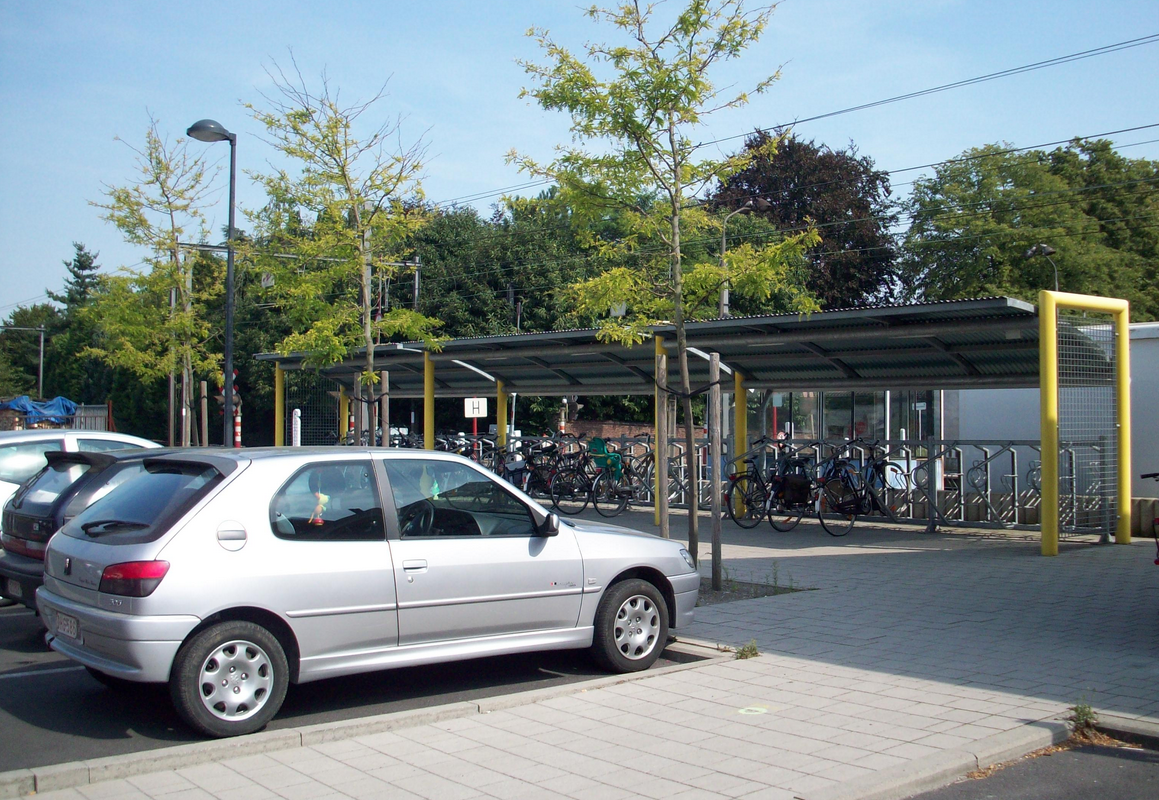
Pleintje vooraan het station met de fietsenrekken
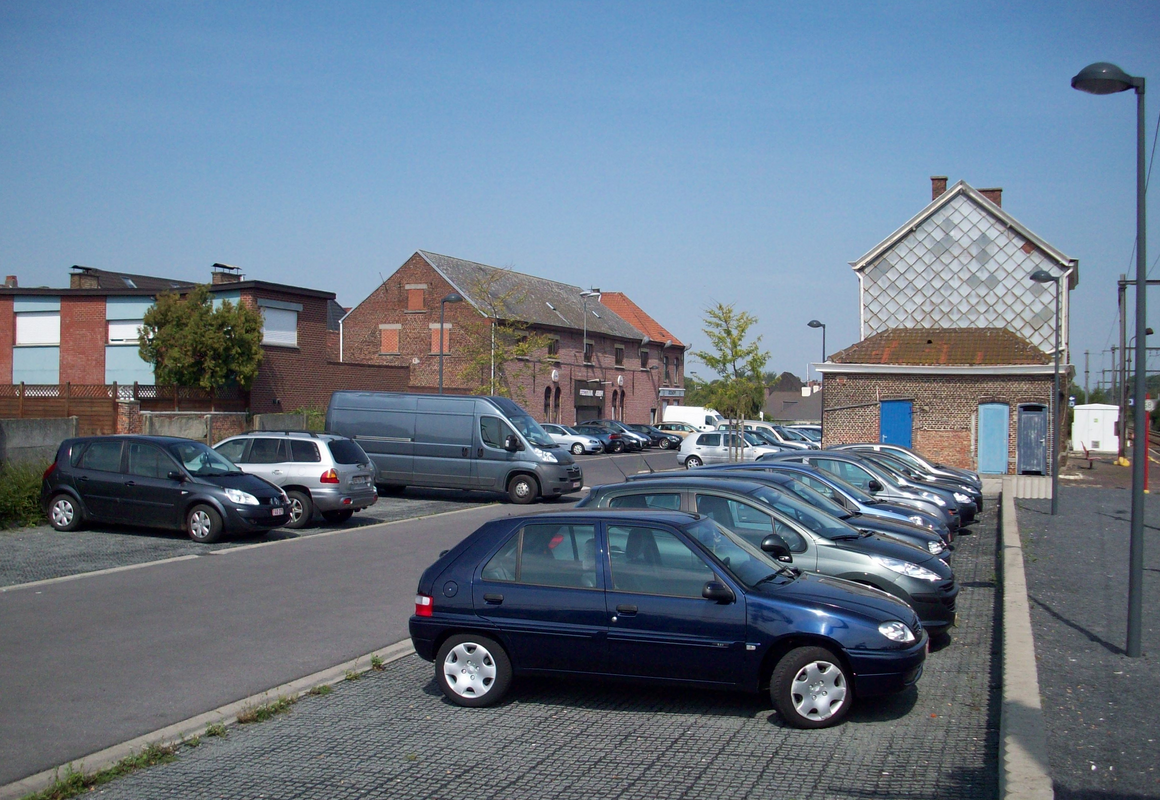
Pendelaarsparking
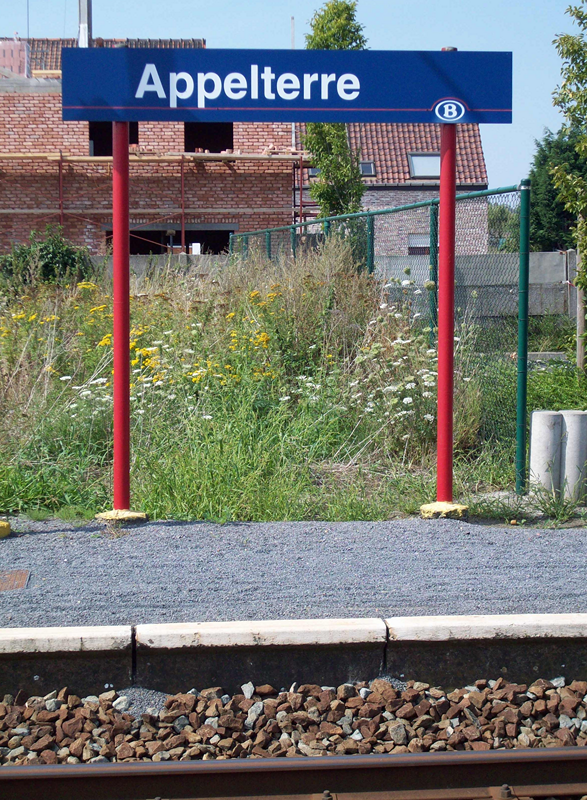
Naambord station Appelterre

## Reizigerstellingen
De grafiek en tabel geven het gemiddeld aantal instappende reizigers weer op een week-, zater- en zondag.
| Tabel: aantal instappende reizigers station Appelterre | Tabel: aantal instappende reizigers station Appelterre | Tabel: aantal instappende reizigers station Appelterre | Tabel: aantal instappende reizigers station Appelterre |
|                                                        | Weekdag                                                | Zaterdag                                               | Zondag                                                 |
| ------------------------------------------------------ | ------------------------------------------------------ | ------------------------------------------------------ | ------------------------------------------------------ |
| 1977                                                   | 385                                                    | 67                                                     | 41                                                     |
| 1978                                                   | 558                                                    | 62                                                     | 37                                                     |
| 1979                                                   | 554                                                    | 61                                                     | 37                                                     |
| 1980                                                   | 585                                                    | 67                                                     | 45                                                     |
| 1981                                                   | 541                                                    | 74                                                     | 28                                                     |
| 1982                                                   | 582                                                    | 59                                                     | 31                                                     |
| 1983                                                   | 550                                                    | 69                                                     | 48                                                     |
| 1984                                                   | 580                                                    | 67                                                     | 47                                                     |
| 1985                                                   | 678                                                    | 97                                                     | 70                                                     |
| 1986                                                   | 572                                                    | 76                                                     | 53                                                     |
| 1987                                                   | 626                                                    | 62                                                     | 48                                                     |
| 1988                                                   | 656                                                    | 81                                                     | 66                                                     |
| 1989                                                   | 583                                                    | 73                                                     | 61                                                     |
| 1990                                                   | 592                                                    | 67                                                     | 58                                                     |
| 1991                                                   | 588                                                    | 66                                                     | 60                                                     |
| 1992                                                   | 588                                                    | 76                                                     | 58                                                     |
| 1993                                                   | 593                                                    | 61                                                     | 51                                                     |
| 1994                                                   | 595                                                    | 58                                                     | 46                                                     |
| 1995                                                   | 561                                                    | 59                                                     | 45                                                     |
| 1996                                                   | 580                                                    | 53                                                     | 39                                                     |
| 1997                                                   | 546                                                    | 63                                                     | 57                                                     |
| 1998                                                   | 543                                                    | 58                                                     | 45                                                     |
| 1999                                                   | 204                                                    | 57                                                     | 27                                                     |
| 2000                                                   | 264                                                    | 60                                                     | 42                                                     |
| 2001                                                   | 232                                                    | 36                                                     | 28                                                     |
| 2002                                                   | 236                                                    | 44                                                     | 45                                                     |
| 2003                                                   | 243                                                    | 63                                                     | 46                                                     |
| 2004                                                   | 253                                                    | 44                                                     | 40                                                     |
| 2005                                                   | 217                                                    | 52                                                     | 44                                                     |
| 2006                                                   | 250                                                    | 43                                                     | 34                                                     |
| 2007                                                   | 220                                                    | 63                                                     | 36                                                     |
| 2008                                                   | -                                                      | -                                                      | -                                                      |
| 2009                                                   | 194                                                    | 63                                                     | 51                                                     |
| 2010                                                   | -                                                      | -                                                      | -                                                      |
| 2011                                                   | -                                                      | -                                                      | -                                                      |
| 2012                                                   | 230                                                    | 50                                                     | 52                                                     |
| 2013                                                   | 264                                                    | 55                                                     | 40                                                     |
| 2014                                                   | 265                                                    | 19                                                     | 19                                                     |
| 2015                                                   | 205                                                    | 43                                                     | 33                                                     |
| 2016                                                   | 242                                                    | 35                                                     | 28                                                     |
| 2017                                                   | 223                                                    | 57                                                     | 38                                                     |
| 2018                                                   | 228                                                    | 52                                                     | 48                                                     |
| 2019                                                   | 213                                                    | 60                                                     | 54                                                     |
| 2020                                                   | 187                                                    | 48                                                     | 46                                                     |
| 2021                                                   | -                                                      | -                                                      | -                                                      |
| 2022                                                   | 282                                                    | 67                                                     | 81                                                     |
| 2023                                                   | 310                                                    | 57                                                     | 64                                                     |
| 2024                                                   | 274                                                    | 63                                                     | 68                                                     |

0,0: Denderleeuw ·
1,9: Iddergem ·
4,4: Okegem ·
7,5: Ninove ·
10,2: Eichem ·
12,1: Appelterre ·
13,4: Zandbergen ·
16,1: Idegem ·
17,8: Schendelbeke ·
21,7: Geraardsbergen ·
23,2: Overboelare ·
26,3: Acren · 
28,7: Lessen ·
29,8: Houraing ·
31,8: Papignies ·
33,5: La Cavée ·
35,4: Rebaix ·
39,9: Aat ·
42,1: Maffle ·
45,0: Mévergnies-Attre ·
46,5: Brugelette ·
48,3: Cambron-Casteau ·
52,1: Lens ·
55,6: Jurbeke ·
58,0: Erbisœul ·
66,7: Baudour ·
71,8: Saint-Ghislain